# Буренко Дмитро Сергійович
Дмитро́ Сергі́йович Буре́нко (нар. 28 серпня 1989 — 27 жовтня 2016) — старший матрос Збройних сил України, учасник російсько-української війни.

## Життєпис
Народився 1989 року в місті Мелітополь (Запорізька область).
У квітні 2015 року призваний до війська, згодом підписав контракт на військову службу; старший матрос, старший навідник 501-го окремого батальйону морської піхоти, 36-ї окрема бригада морської піхоти.
27 жовтня 2016-го загинув близько 17-ї години поблизу села Павлопіль (Волноваський район) від поранень у голову — зазнав під час мінометного обстрілу.
Похований у Мелітополі.
Без Дмитра лишилися мама і молодший брат-військовослужбовець.

## Нагороди та вшанування
- Указом Президента України № 161/2016 від 25 листопада 2016 року «за особисту мужність і високий професіоналізм, виявлені у захисті державного суверенітету та територіальної цілісності України, вірність військовій присязі» — нагороджений орденом «За мужність» III ступеня (посмертно)[3].
- Розпорядженням голови обласної ради від 16.08.2017 № 269-н посмертно нагороджений орденом «За заслуги перед Запорізьким краєм» ІІІ-го ступеня[4].